# Circuit de Shanghai
El Circuit de Shanghai (en xinès simplificat, 上海国际赛车场), anomenat per motius comercials SAIC Shanghai International Circuit, és un circuit de curses situat als afores de la metròpoli xinesa de Shanghai que va ser construït el 2003. Ha estat seu del Gran Premi de la Xina de Fórmula 1 des del 2004 i del Gran Premi de la Xina de motociclisme en quatre ocasions (2005-2008).

## Característiques
Dissenyat per l'alemany Hermann Tilke (autor, entre d'altres, del circuit de Sepang i el de Sakhir), el circuit destaca per les seves estructures innovadores, com ara els fonaments de poliestirè, emprats per a fer front als terrenys pantanosos de la zona. Tilke va dissenyar tribunes amb formes particulars: n'hi ha que, com a aixopluc, tenen fulles de lotus gegantines, mentre que la recta principal disposa de dos enormes tribunes elevades de forma ovalada reservades per a VIPs.
El traçat, tot i que els nous circuits sovint són mal rebuts pels pilots, va estar ben valorat. Hi ha revolts ràpids, rectes i frenades violentes. Va ser dissenyat per tal de fer-lo semblant al caràcter xinès shàng (上), que vol dir "a dalt" o "pujar, sortir" i és a l'arrel del nom de Shanghai.
El rècord absolut del circuit, establert per Sebastian Vettel amb un Ferrari durant la classificació per al Gran Premi de la Xina del 2018,  és d'1'31"095.

## Configuracions del traçat

La configuració de 5.451 m[4] emprada a la Fórmula 1 des del 2004
La configuració de 5.281 m emprada al mundial de motociclisme
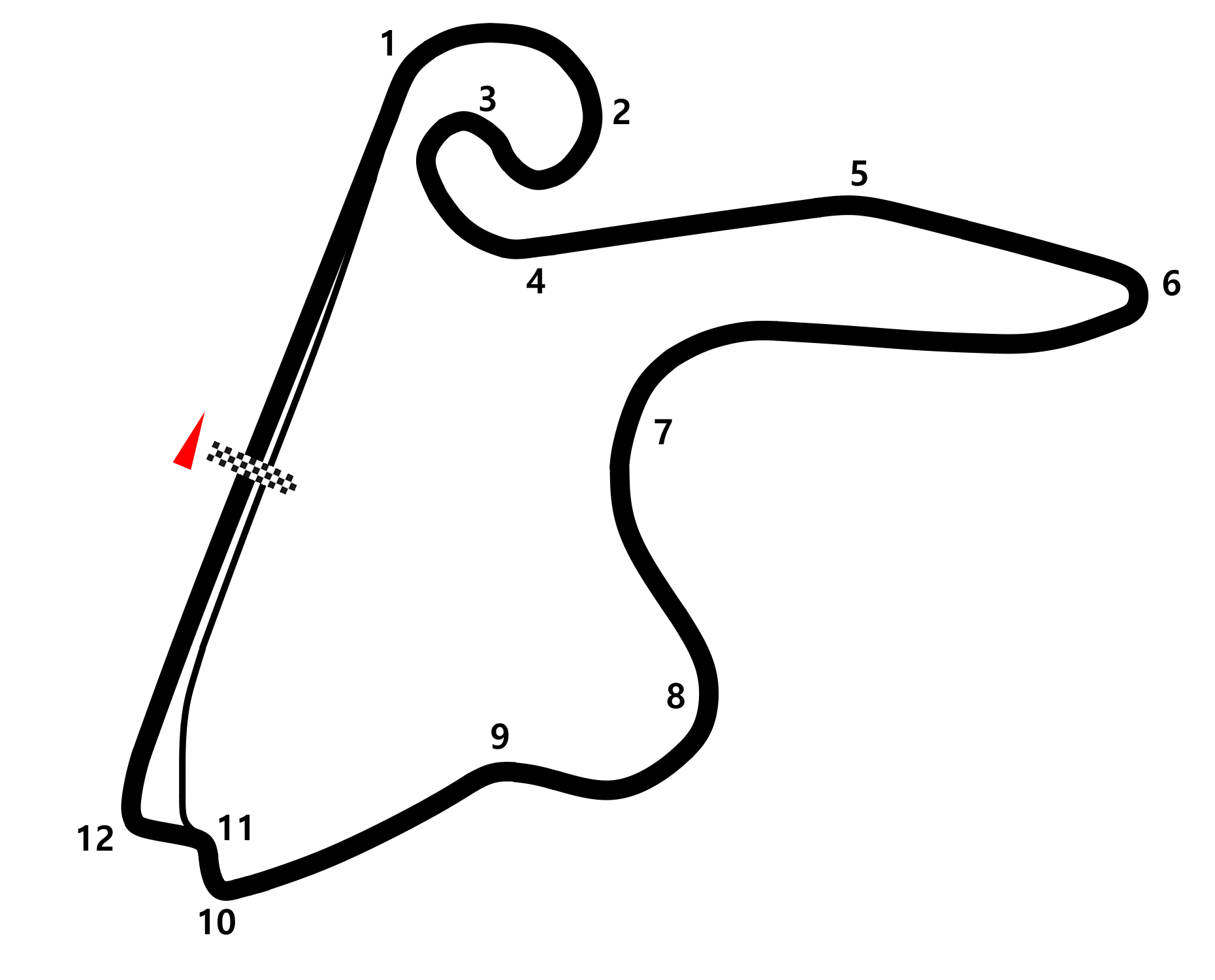
La configuració de 3.051 m emprada a la Fórmula E el 2024

## Galeria

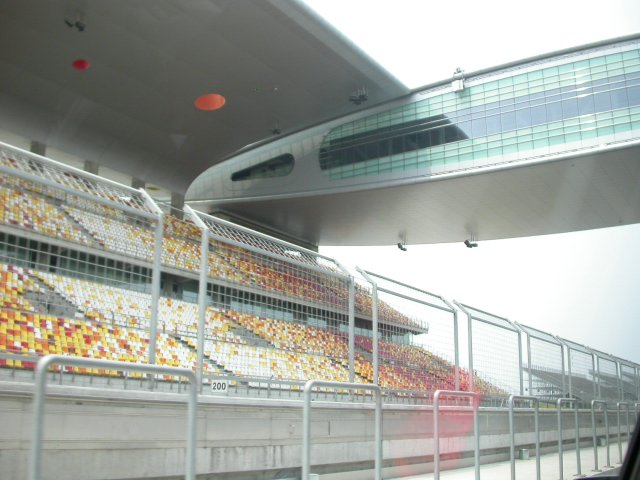
Tribuna principal
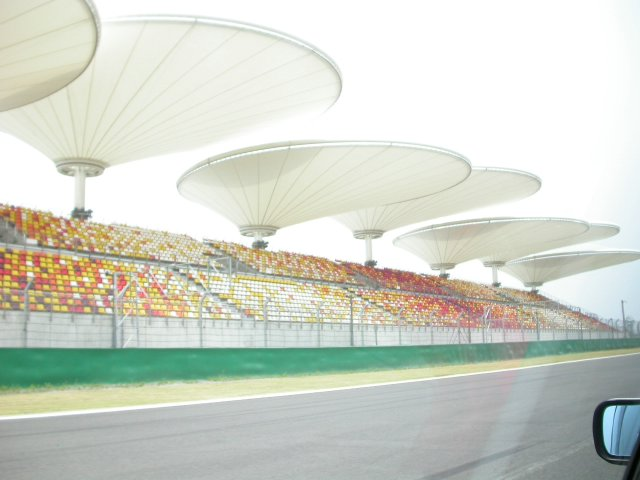
Tribunes cobertes H & K
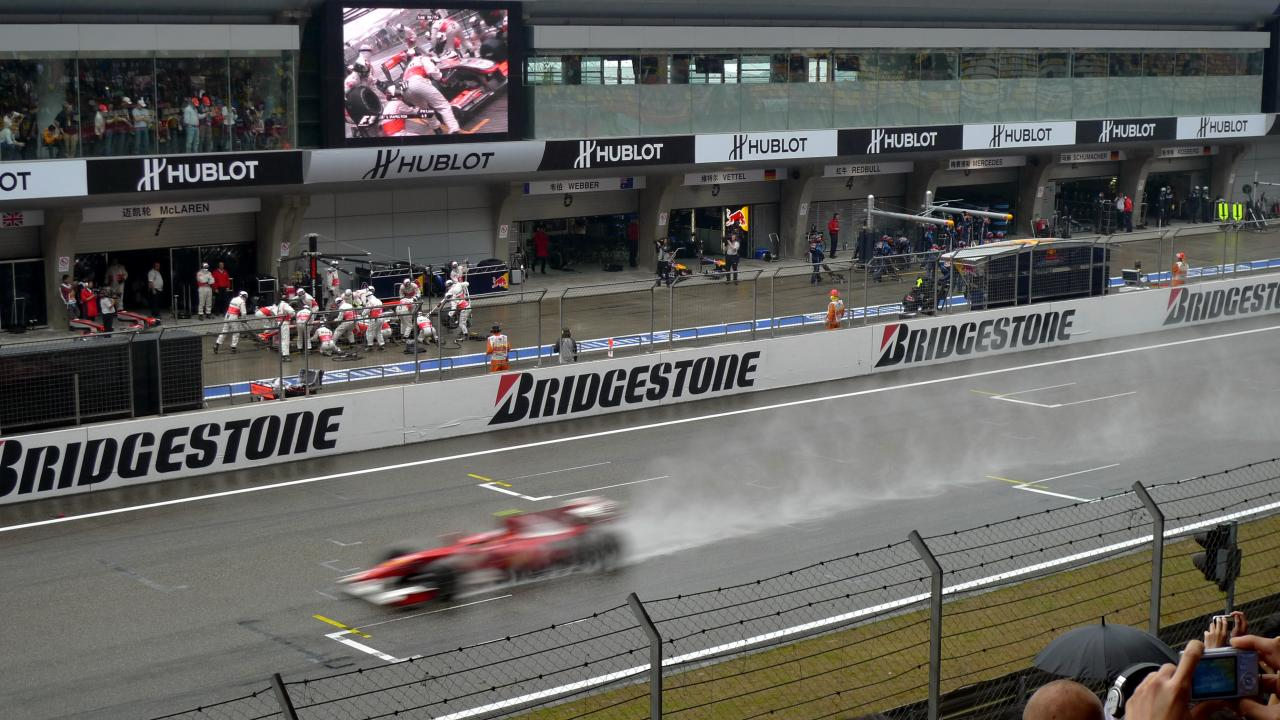
Vista des de la tribuna principal durant el GP del 2010